# Lancer du poids aux championnats du monde d'athlétisme en salle
Pour un article plus général, voir Championnats du monde d'athlétisme en salle.
Le lancer du poids fait partie des épreuves inscrites au programme des premiers championnats du monde d'athlétisme en salle, en 1985, à Paris. 
Avec trois médailles d'or remportées, l'Américain Christian Cantwell et le Néo-zélandais Tomas Walsh sont les athlètes les plus titrés dans cette épreuve. La Néo-zélandaise Valerie Adams, titrée à quatre reprises de manière consécutive entre 2008 et 2014, détient de son côté le record de victoires féminines. 
Les records des championnats du monde en salle sont actuellement détenus par l'Américain Ryan Crouser, auteur de 22,77 m en finale des Mondiaux en salle de 2024, et par la Néo-zélandaise Valerie Adams qui atteint la marque de 20,67 m lors de l'édition 2014.

## Éditions
| Années | 87 | 89 | 91 | 93 | 95 | 97 | 99 | 01 | 03 | 04 | 06 | 08 | 10 | 12 | 14 | 16 | 18 | 22 | 24 | 25 | Total |
| ------ | -- | -- | -- | -- | -- | -- | -- | -- | -- | -- | -- | -- | -- | -- | -- | -- | -- | -- | -- | -- | ----- |
| Hommes | X  | X  | X  | X  | X  | X  | X  | X  | X  | X  | X  | X  | X  | X  | X  | X  | X  | X  | X  | X  | 20    |
| Femmes | X  | X  | X  | X  | X  | X  | X  | X  | X  | X  | X  | X  | X  | X  | X  | X  | X  | X  | X  | X  | 20    |

## Hommes

### Palmarès
| Édition | Or                          | Argent                    | Bronze                   |
| ------- | --------------------------- | ------------------------- | ------------------------ |
| 1985    | Remigius Machura 21,22 m    | Udo Beyer 21,10 m         | Jānis Bojārs 19,94 m     |
| 1987    | Ulf Timmermann 22,24 m (CR) | Werner Günthör 21,61 m    | Sergey Smirnov 20,67 m   |
| 1989    | Ulf Timmermann 21,75 m      | Randy Barnes 21,28 m      | Georg Andersen 20,98 m   |
| 1991    | Werner Günthör 21,17 m      | Klaus Bodenmüller 20,42 m | Ron Backes 20,06 m       |
| 1993    | Mike Stulce 21,27 m         | Jim Doehring 21,08 m      | Aleksandr Bagach 20,63 m |
| 1995    | Mika Halvari 20,74 m        | C. J. Hunter 20,58 m      | Dragan Perić 20,36 m     |
| 1997    | Yuriy Bilonoh 21,02 m       | Aleksandr Bagach 20,94 m  | John Godina 20,87 m      |
| 1999    | Aleksandr Bagach 21,41 m    | John Godina 21,06 m       | Yuriy Bilonoh 20,89 m    |
| 2001    | John Godina 20,82 m         | Adam Nelson 20,72 m       | Manuel Martínez 20,67 m  |
| 2003    | Manuel Martínez 21,24 m     | John Godina 21,23 m       | Yuriy Bilonoh 21,13 m    |
| 2004    | Christian Cantwell 21,49 m  | Reese Hoffa 21,07 m       | Joachim Olsen 20,99 m    |
| 2006    | Reese Hoffa 22,11 m         | Joachim Olsen 21,16 m     | Pavel Sofin 20,68 m      |
| 2008    | Christian Cantwell 21,77 m  | Reese Hoffa 21,20 m       | Tomasz Majewski 20,93 m  |
| 2010    | Christian Cantwell 21,83 m  | Ralf Bartels 21,44 m      | Dylan Armstrong 21,39 m  |
| 2012    | Ryan Whiting 22,00 m        | David Storl 21,88 m       | Tomasz Majewski 21,72 m  |
| 2014    | Ryan Whiting 22,05 m        | David Storl 21,79 m       | Tomas Walsh 21,26 m      |
| 2016    | Tomas Walsh 21,78 m         | Andrei Gag 20,89 m        | Filip Mihaljević 20,87 m |
| 2018    | Tomas Walsh 22,31 m         | David Storl 21,44 m       | Tomáš Staněk 21,44 m     |
| 2022    | Darlan Romani 22,53 m (CR)  | Ryan Crouser 22,44 m      | Tomas Walsh 22,31 m      |
| 2024    | Ryan Crouser 22,77 m (CR)   | Tomas Walsh 22,07 m       | Leonardo Fabbri 21,96 m  |
| 2025    | Tomas Walsh 21,65 m         | Roger Steen 21,62 m       | Adrian Piperi 21,48 m    |

## Femmes

### Palmarès
| Édition | Or                              | Argent                      | Bronze                      |
| ------- | ------------------------------- | --------------------------- | --------------------------- |
| 1985    | Natalya Lisovskaya 20,07 m      | Ines Müller 19,68 m         | Nunu Abashidze 18,82 m      |
| 1987    | Natalya Lisovskaya 20,52 m (CR) | Ilona Briesenick 20,28 m    | Claudia Losch 20,14 m       |
| 1989    | Claudia Losch 20,45 m           | Huang Zhihong 20,25 m       | Christa Wiese 19,75 m       |
| 1991    | Sui Xinmei 20,54 m              | Huang Zhihong 20,33 m       | Natalya Lisovskaya 20,00 m  |
| 1993    | Svetlana Krivelyova 19,57 m     | Stephanie Storp 19,37 m     | Zhang Liuhong 19,32 m       |
| 1995    | Kathrin Neimke 19,40 m          | Connie Price-Smith 19,12 m  | Grit Hammer 19,02 m         |
| 1997    | Vita Pavlysh 20,00 m            | Astrid Kumbernuss 19,92 m   | Irina Korzhanenko 19,49 m   |
| 1999    | Svetlana Krivelyova 19,08 m     | Krystyna Danilczyk 19,00 m  | Teri Steer 18,86 m          |
| 2001    | Larisa Peleshenko 19,84 m       | Nadzeya Astapchuk 19,24 m   | Svetlana Krivelyova 19,18 m |
| 2003    | Irina Korzhanenko 20,55 m       | Nadzeya Astapchuk 20,31 m   | Astrid Kumbernuss 19,86 m   |
| 2004    | Svetlana Krivelyova 19,90 m     | Yumileidi Cumbá 19,31 m     | Nadine Kleinert 19,05 m     |
| 2006    | Natallia Kharaneka 19,84 m      | Nadine Kleinert 19,64 m     | Olga Ryabinkina 19,24 m     |
| 2008    | Valerie Vili 20,19 m            | Li Meiju 19,09 m            | Misleydis González 18,75 m  |
| 2010    | Valerie Vili 20,49 m (CR)       | Anna Avdeeva 19,47 m        | Nadine Kleinert 19,34 m     |
| 2012    | Valerie Adams 20,54 m           | Michelle Carter 19,58 m     | Jillian Camarena 19,44 m    |
| 2014    | Valerie Adams 20,67 m (CR)      | Christina Schwanitz 19,94 m | Gong Lijiao 19,24 m         |
| 2016    | Michelle Carter 20,21 m         | Anita Márton 19,33 m        | Valerie Adams 19,25 m       |
| 2018    | Anita Márton 19,62 m            | Danniel Thomas-Dodd 19,22 m | Gong Lijiao 19,08 m         |
| 2022    | Auriol Dongmo 20,43 m           | Chase Ealey 20,21 m         | Jessica Schilder 19,48 m    |
| 2024    | Sarah Mitton 20,22 m            | Yemisi Ogunleye 20,19 m     | Chase Jackson 19,67 m       |
| 2025    | Sarah Mitton 20,48 m            | Jessica Schilder 20,07 m    | Chase Jackson 20,06 m       |